# ベラルーシの国章
ベラルーシの国章（ベラルーシのこくしょう）は、小麦の束が円形に取り囲み、左の麦束にはピンクのクローバーが、右の麦束には水色のアマが挿されている。麦束を赤と緑のベラルーシの国旗の色のリボンが束ね、リボンにはベラルーシ語で「ベラルーシ共和国」と書かれている。国章の中央にはベラルーシの国土の形が金の輪郭で描かれ、その下の地球から上る黄色い太陽の光線に照らされている。国章の頂上には赤い星が描かれている。
意匠は1919年に白ロシア・ソビエト社会主義共和国（白ロシアSSR）が制定した国章に由来する。白ロシアSSR時代の国章との違いは、赤旗の色のリボンが赤と緑の国旗色に変えられ、ベラルーシ語とロシア語とで書かれていた「万国の労働者団結せよ」という言葉が除去され、「БССР」（白ロシアSSRの略称）が「ベラルーシ共和国」に代えられ、中央の鎌と槌がベラルーシの国土に変わったくらいであり、あとは赤い星などソ連時代の特徴がそのまま残っている。

## 歴史

パホニア。リトアニアの国章とも共通する特徴を持つ

ベラルーシ人は明確な民族的アイデンティティと言語を共有しているという事実にもかかわらず、「パホニア」（騎手を描いた紋章）を国章として使用した短命政権のベラルーシ人民共和国の1918年前後の短い期間を除いて、1991年以前に主権の象徴としてパホニアが国章として用いられたことはない。 ベラルーシの国家としての特徴的なシンボルは、20世紀まで、ベラルーシの領土がプロイセン、ポーランド、リトアニア、ロシアなどの外国の支配を受けていたこともあり、制定されてこなかった。
1918年から1919年までの短期間存在したベラルーシ人民共和国が使用していた国章は、リトアニア大公国が国章とした「パホニア」（Pahonia）と呼ばれるもので、赤色の盾の中に、白い鎧を着た騎士が黄色い総主教十字の描かれた白い盾を持って、前脚をはねあげた白馬に乗っているという絵柄が描かれていた。1795年のポーランド分割で、リトアニア大公国に属していたベラルーシの地はロシア帝国へと併合されたが、ベラルーシの独立に当たってロシア併合以前の伝統を取り戻そうというナショナリズムに基づいて採択された。
ベラルーシ人民共和国が倒れ白ロシア・ソビエト社会主義共和国が誕生すると、ロシア・ソビエト連邦社会主義共和国やウクライナ社会主義ソビエト共和国などの社会主義政権と同様の国章を制定した。1937年、1950年にも若干の手直しがなされたが、1991年にベラルーシがソ連からの独立を宣言した際に廃止され、その後はベラルーシ人民共和国が使用していたパホニアの国章に変更された。
現在の国章は、ソ連時代への回帰路線を進めるアレクサンドル・ルカシェンコが政権についた後の1995年6月7日に制定された。直前の5月14日に行われた国民投票は、ロシア語をベラルーシ語と並んで公用語とする、国旗と国章をソビエト構成国時代のものに似たデザインに変更する、ロシアとの経済同盟を結び統合を進める、憲法を改正し議会の力を弱める、という4点を問うもので、いずれも賛成多数という結果になった。国民投票までの間、国営メディアは、当時のベラルーシの白赤白の国旗とパホニアの国章が、第二次大戦時に対独協力を行ったベラルーシ中央ラーダ（1943年 - 1944年）でも用いられていたことを強調し、大祖国戦争での勝利をイメージさせるソ連時代に似た国旗国章を採択するよう宣伝を行っていた。
2021年1月4日、ルカシェンコ大統領は国章の変更する法律に署名した。大きな変更点は地球に描かれている大陸で、変更前はロシアが中心となっていたが変更後はヨーロッパが中心となった。また国土の白地図の線が緑から金へ変更され、白地図と赤い星が若干大きくなった。

## 国章の使用例

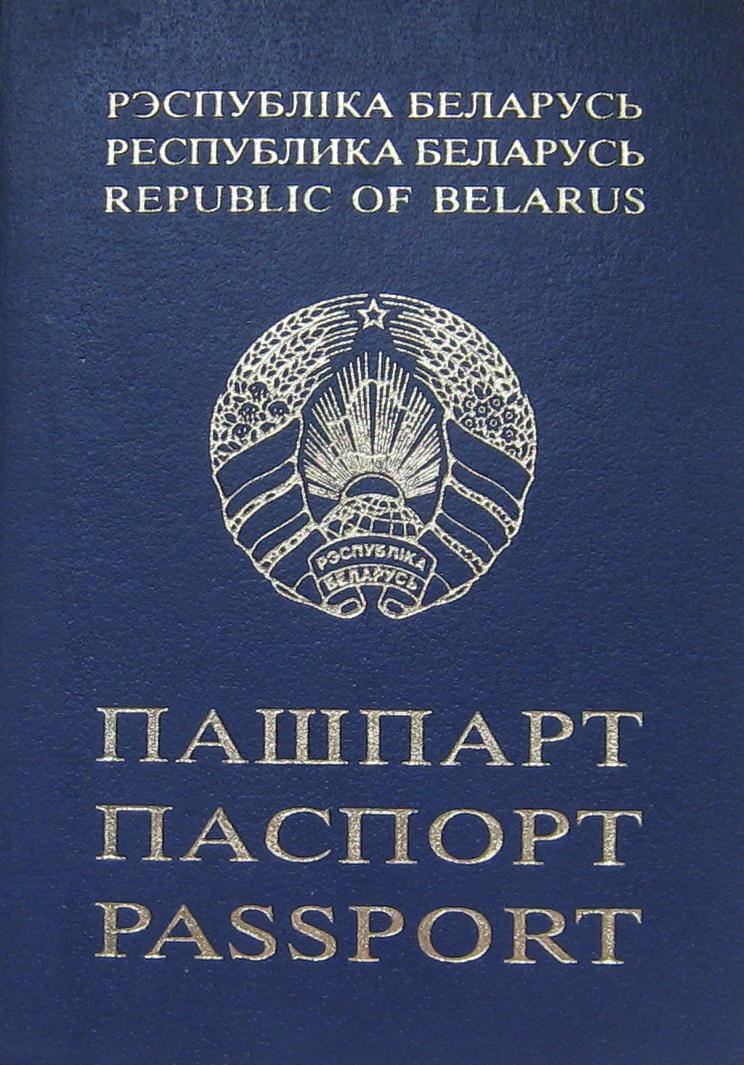
ベラルーシのパスポート (表紙)
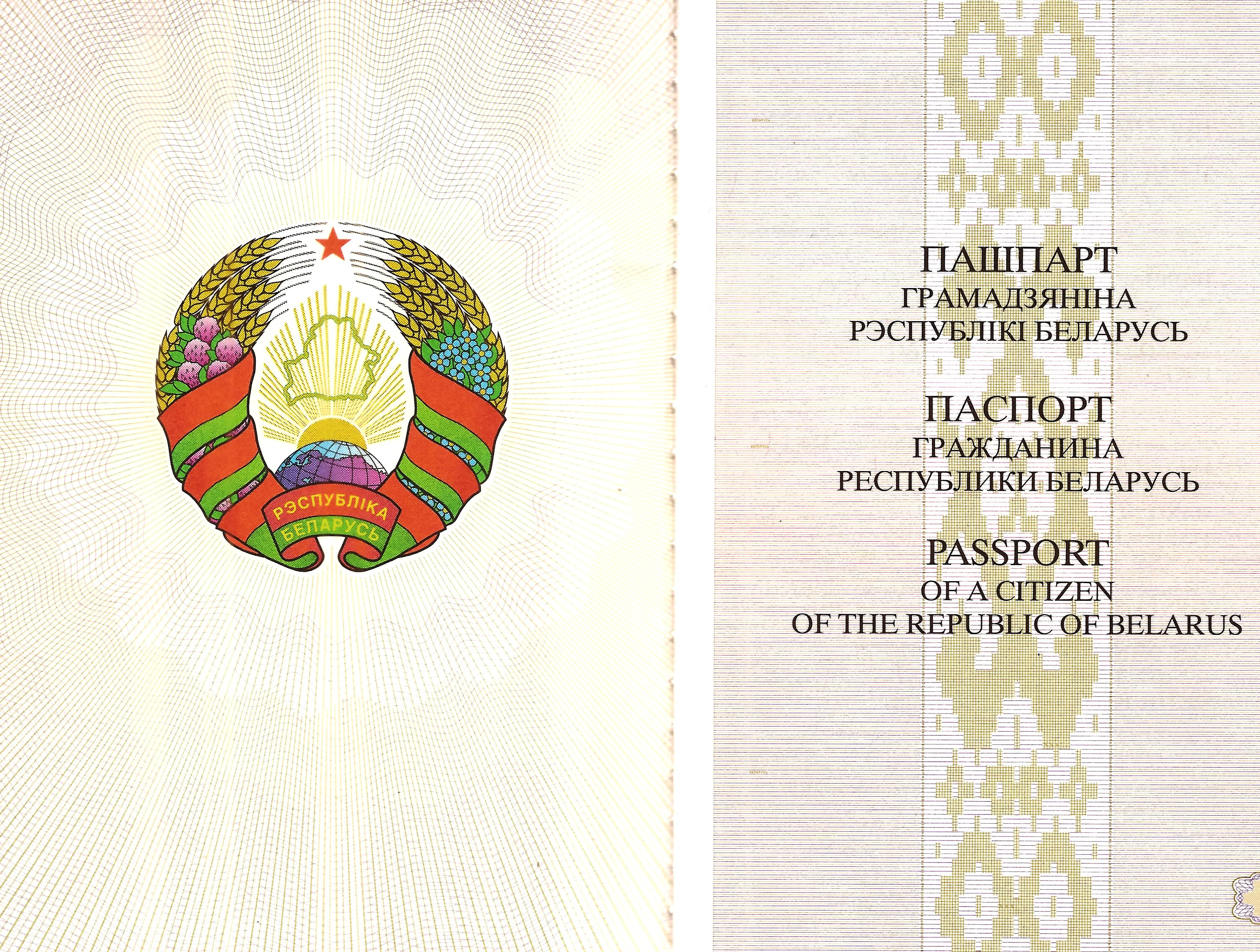
ベラルーシのパスポート (裏表紙)
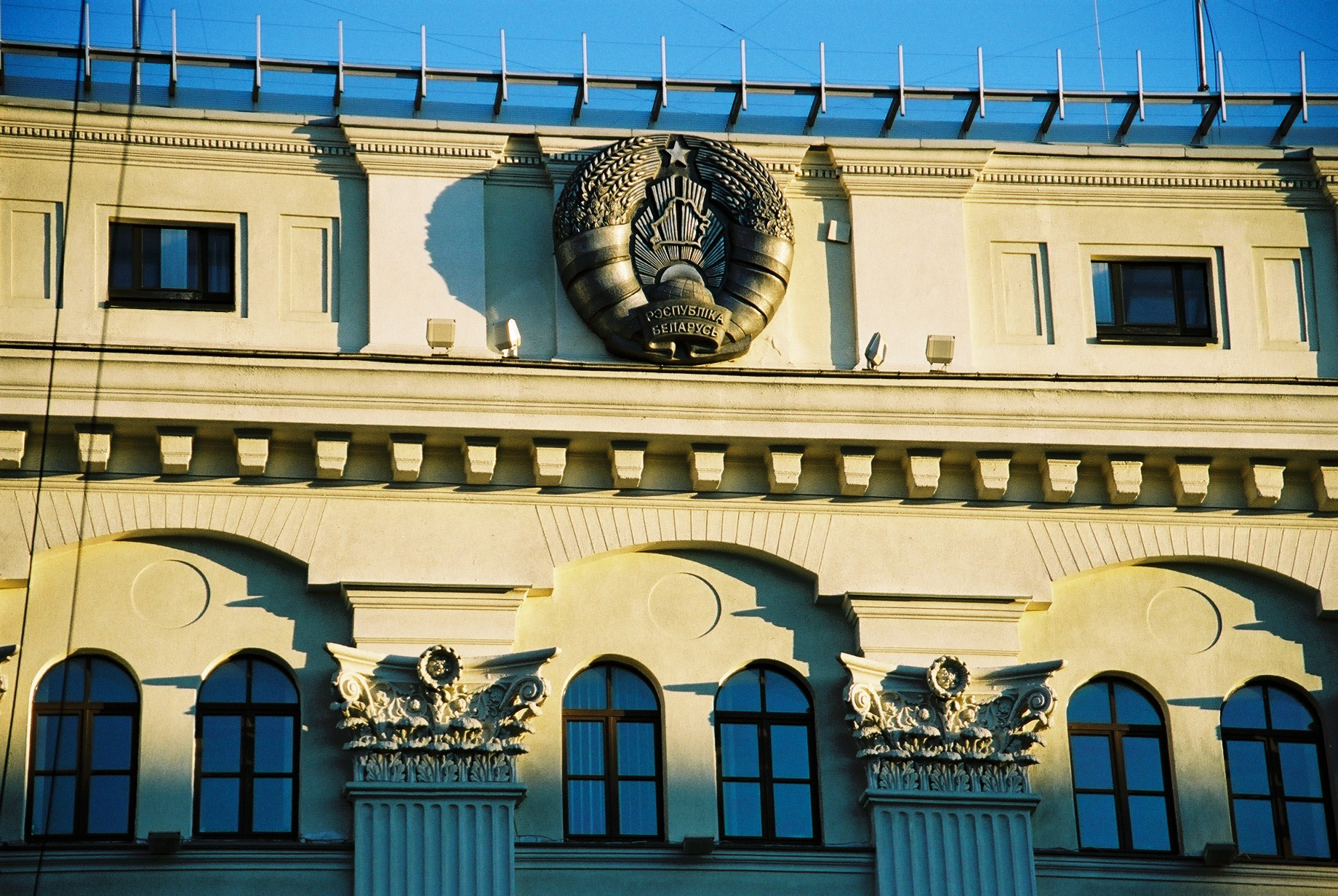
ミンスクの建物に飾られたベラルーシの国章
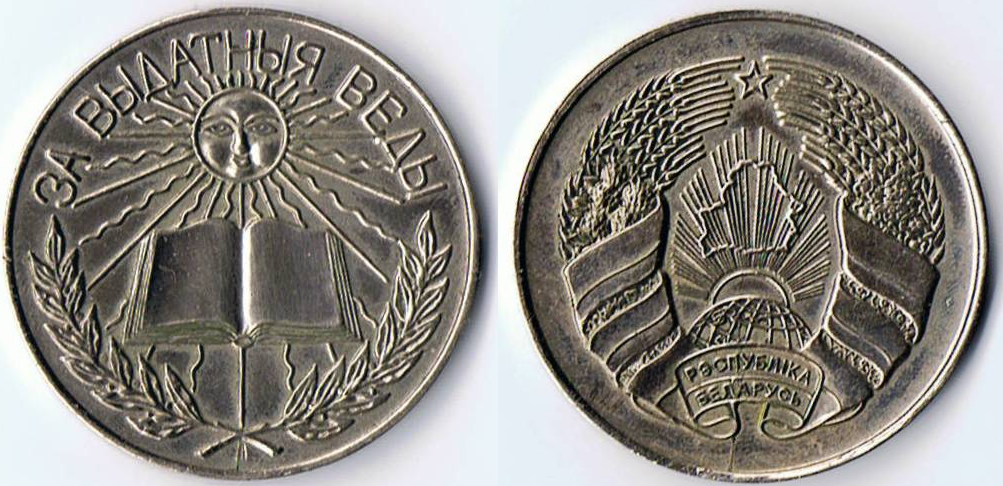
学校成績が優秀な者に与えられるメダル

## 国章の変遷
パポニアが描かれた国章（白ロシアSSR成立前）

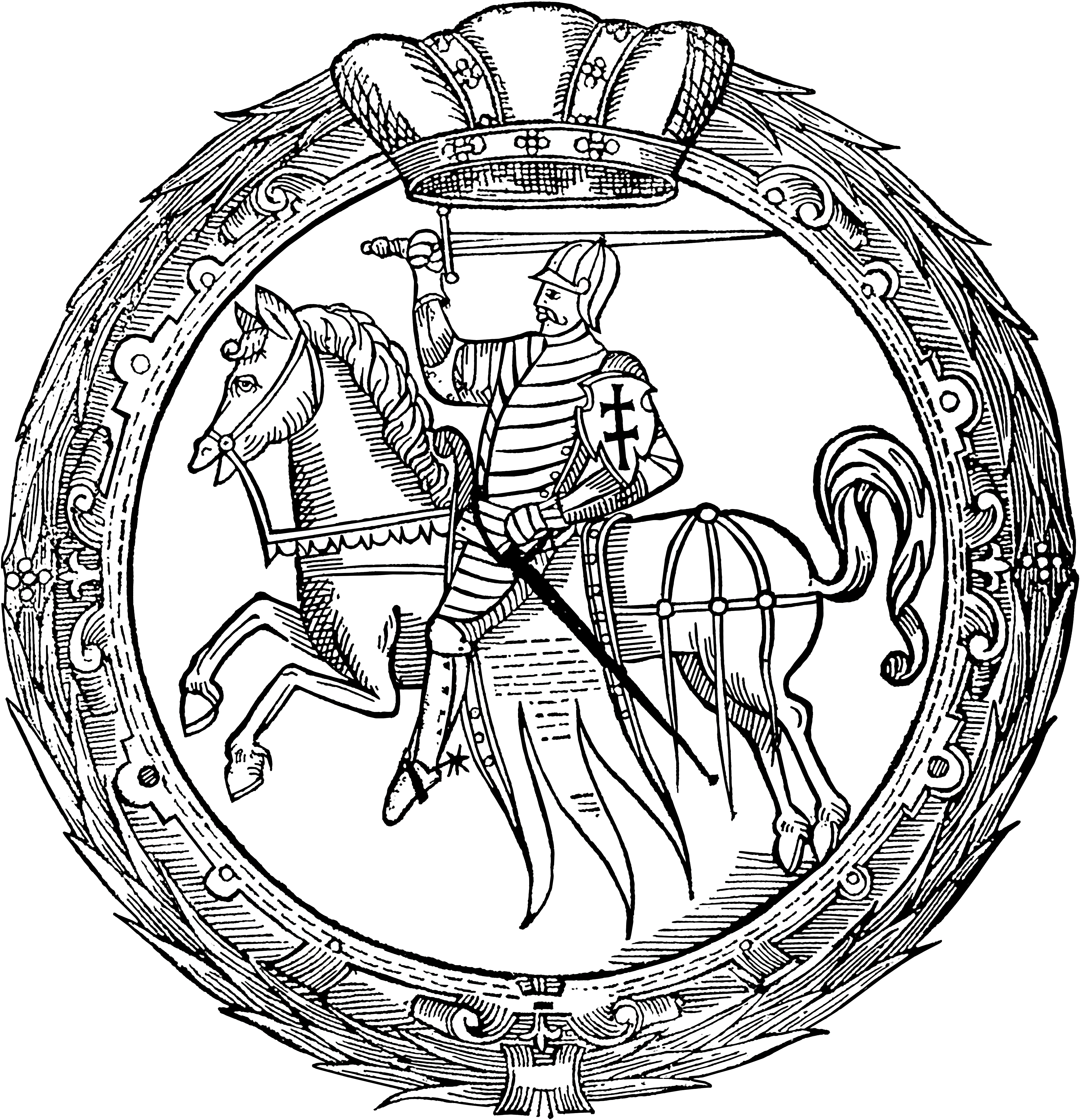
リトアニア大公国時代の国章(1588年)
ベラルーシ人民共和国の紋章 (1918年)
1918年のパスポートに描かれていたベラルーシ人民共和国の国章。

白ロシア・ソビエト社会主義共和国の国章

国章（1919年 - 1927年）。小麦の束で囲まれた盾の中に、下からの太陽に照らされた鎌と槌があしらわれている
国章（1927年）。小麦の束とオークの枝で囲まれた中央部の背後から盾が取り除かれ、麦とオークをまとめるリボンには、国内に居住する主要民族の言葉であるベラルーシ語、イディッシュ語、ポーランド語、ロシア語で「万国の労働者団結せよ」と書かれている
国章（1928年 - 1938年）。
国章（1938年 - 1949年）。両側が麦の束に変更され、クローバーとアマが左右の麦束に追加された。「万国の労働者団結せよ」の言葉は、ベラルーシ語とロシア語のみで書かれるようになった。
国章（1958年 - 1981年）。
国章（1981年 - 1991年）。

ベラルーシ共和国

旧国章（1991年 - 1995年）。 ベラルーシ人民共和国（1918年 - 1919年）の国章でもある。
リトアニアの国章（参考）。リトアニアは隣国であるほか、中世から近世にかけてベラルーシを領土としたなど、ベラルーシとは歴史的に関係が深い
旧国章（1995年 - 2021年）。